# Терек (Алайский район)
Терек (кирг. Терек) — село в Алайском районе Ошской области Кыргызстана. Входит в состав Алайскского айылного аймака имени К. Белекбаева.

## География
Село расположено в южной части области, в высокогорной зоне, на берегах реки Терек-Суу (правый приток Гульчи), на расстоянии приблизительно 33 километров (по прямой) к юго-юго-востоку от села Гульча, административного центра района. Абсолютная высота — 2215 метров над уровнем моря.

## Население
Согласно оценочным данным Национального статистического комитета Кыргызской Республики, численность населения села на начало 2023 года составляла 1600 человек.
| год     | 2009 | 2014 | 2015 | 2020 | 2021 | 2023 |
| ------- | ---- | ---- | ---- | ---- | ---- | ---- |
| человек | 1198 | 1468 | 1481 | 1558 | 1576 | 1600 |